# All Is Love
All Is Love est une chanson écrite par les Américains Karen O et Nick Zinner pour le film Max et les maximonstres, sorti en 2009. La chanson est interprétée par la formation musicale baptisée Karen O and the Kids, composée de Karen O et Nick Zinner du groupe Yeah Yeah Yeahs, et de quelques autres musiciens de premier plan de la scène rock indépendante américaine. La chanson, single de la bande originale du film, est sortie sous forme de maxi le 25 août 2009. 
La chanson a reçu le Critics Choice Award de la meilleure chanson originale et un Grammy Award en 2009, et a concouru pour l'Oscar de la meilleure chanson originale.